# 新日本医師協会
新日本医師協会（しんにほんいしきょうかい，英語: New Japan Medical Association）とは、1948年に結成された日本の医療団体、学術団体。略称は新医協。
医師は勿論のこと、歯科医師や保健師、薬剤師、看護師、養護教諭、臨床心理士、作業療法士、栄養士、臨床検査技師、歯科衛生士、環境衛生監視員、鍼灸師、保育士、福祉従事者等幅広い他職種の医療、保健、福祉関係者が参加している。会員数は900人。
機関紙「新医協」、学術刊行物「医学評論」を発行し、学術団体として日本学術会議協力学術研究団体に指定されている。
毎年の全国研究集会の開催や他職種の交流イベントの開催、講演会の実施、医療団体としての平和宣言・声明の発表等も行っている。
HPVワクチンの予防接種には慎重な立場を取っている。
新日本医師協会は、全日本民主医療機関連合会（全日本民医連）、日本医療福祉生活協同組合連合会（医療福祉生協連）、日本医療労働組合連合会（医労連）、全国保険医団体連合会（保団連）は連携して、医療団体連絡会議（医団連）を結成している。また中央社会保障推進協議会（中央社保協）にも加盟している。明確に支持政党を掲げてはないが、集会には日本共産党の倉林明子参院議員が参加するなど、共産党とのつながりは深いとされる。一方で類似名の職能団体の日本医師会とは直接の関係はない。
出典。

## 刊行物

### 医学評論
- 誌名（和文）：医学評論
- 誌名（欧文）：JAPAN MEDICINA REVUO
- 創刊年：1950年
- 資料種別：ジャーナル
- 使用言語：日本語
- 発行形態：印刷体
- 著作権帰属先：著者
- クリエイティブコモンズ：定めていない
- 発行部数：500部
- 購読：有料